# Reggie Walker
Reginald "Reggie" Edgar Walker (Durban, Sud-àfrica, 16 de març de 1889 – Durban, 5 de novembre de 1951) va ser un atleta Sud-africà que va competir a principis del segle xx.
Campió sud-africà de les 220 iardes i de les 100 i 220 iardes del Natal el 1907, el 1908 va prendre part en els Jocs Olímpics de Londres, on disputà la prova dels 100 metres del programa d'atletisme. En ella guanyà la medalla d'or en superar a James Rector i Bobby Kerr. Amb 19 anys i 128 dies el 2012 continuava sent el vencedor olímpic dels 100 metres més jove.